# Lluís Bertran i Besante
Lluís Bertran i Besante   (València, 1783 - València, 25 de juliol de 1843) fou un metge valencià d'ideologia liberal, fill de Baltasar Bertran. Va cursar Filosofia a la Universitat de València on va obtenir el grau de batxiller el 1806, per després estudiar Medicina com a deixeble de Fèlix Miquel i Micó i graduar-se el 1811 a la mateixa Universitat. El 1812 tot i no revalidar-se, fou nomenat metge dels hospitals militars, gràcies a la certificació dels anys de pràctiques feta pel seu mestre Fèlix Miquel i Micó. El 1813 l'exèrcit francés va evacuar València i ell va tornar a Tortosa, on es trobava la Divisió de la qual depenia, i el 1814 va marxar a Castella. Prèvia llicència va ser elegit metge titular de Nava de Roa on va romandre fins que el 1820 va ser titular de Benifaió de Falcó.

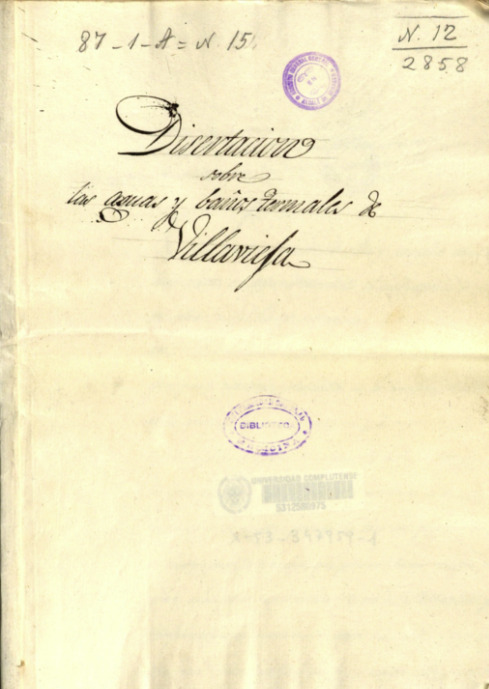
«Disertación sobre las aguas y baños termales de la Vilavella»

El 1822 es va obtindre una plaça de metge segon de l'Hospital provincial, però que li va portar molts problemes pel sou, les intrigues i per problemes polítics; la Junta de Beneficència el va privar de la mateixa dues vegades, als anys 1823 i 1842. Bertran es va presentar també a les oposicions per a metge de banys els anys 1829, 1833 i 1838, però mai no va aprovar.

El 6 de març de 1841, va aparèixer als diaris valencians un anunci —que fou el pas inicial en la creació de l'Institut Mèdic Valencià— que deia:
| « | (castellà) Es convida els professors de Medicina, Cirurgia i Farmàcia que aprecien concórrer a casa del que subscriu, carrer de les Monges número u, per tractar de l'establiment en aquesta capital d'un Institut Mèdic Espanyol, igual que es va fundar a Madrid l'any passat i que tants avantatges reporta aquesta ciència en benefici de la humanitat. La reunió serà a les quatre de la vesprada del dilluns vuit del corrent. | » |

Poc després de fundar l'Institut la seva salut va minvar i va morir el 25 de juliol de 1843. Molts anys després, Peset i Vidal es va encarregar de presentar la vida i obra de Bertran a la Sessió apologètica del 1910.

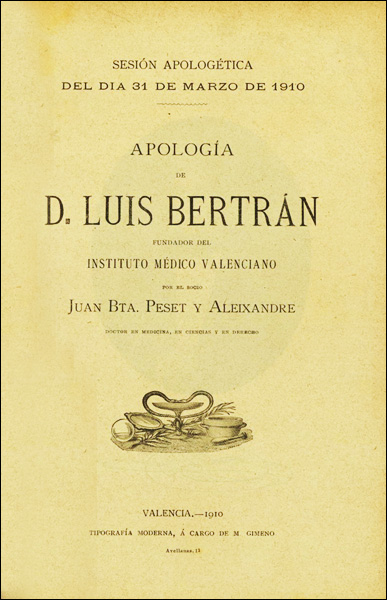
Apologia de Lluís Bertran i Besante

## Publicacions
Va deixar pocs escrits:
- Bertran i Besante, Lluís. Disertación sobre las aguas y baños termales de Villavieja, 1829. (manuscrit).[b][7]
- Bertran i Besante, Lluís. Memoria de la topografia fisico-medica de las aguas medicinales de Aigües de Busot, en la provincia de Alicante, 1838. (manuscrit).[8]
- «Sobre la importancia de las asociaciones en general y sobre las ventajas que podrá tener la creación del Instituto».
- «Agua de la Marquesa».
- «Historia de la vagina y matriz dobles».[c]